# Joaquín Farnós Gauchía
Joaquín Farnós Gauchía (Orpesa, 23 de març de 1935 - Benicàssim, 30 de maig de 2021) fou un metge i polític valencià.

## Biografia
Va estudiar el batxillerat en l'Institut Francesc Ribalta de Castelló i es va llicenciar en Medicina en la Universitat de València. Es va especialitzar en reumatologia a València i França. El 1975 fou nomenat cap del Servei en la Residència Sanitària de la Seguretat Social de Castelló per concurs oposició. Fou membre de la Societat Espanyola de Reumatologia, de la de Rehabilitació i d'EALA. També fou director de l'Institut de Talassoteràpia de Benicàssim. Publicà treballs en revistes especialitzades sobre temes mèdics i nombroses ponències per a congressos nacionals i estrangers.
Fou escollit senador per UCD a les eleccions generals espanyoles de 1977 per la província de Castelló i fou membre del Consell del País Valencià. També fou regidor de l'ajuntament de Castelló de la Plana i president de la Diputació de Castelló el 1979-1983. Després de l'ensulsiada de la UCD ingressà a Aliança Popular, amb la qual fou elegit diputat a les eleccions a les Corts Valencianes de 1983. Després ingressà a Unió Valenciana, amb la qual fou elegit diputat a les eleccions a les Corts Valencianes de 1991. Després tornà al Partit Popular, amb el qual el president Eduardo Zaplana el nomenà Conseller de Sanitat de la Generalitat Valenciana de 1995 a 1999.

## Guardons
Té la Medalla al Mèrit Constitucional. El 2004 va rebre la Medalla d'Or de la Diputació Provincial de Castelló, el 2008 el Premi a la Concòrdia de l'Associació Cultural Gregal Estudis Històrics, el 2010 la Medalla d'Or de la ciutat de Vila-real i el 2012 el Premi Francesc de Vinatea.